# Standesherrschaft Amtitz
Die Standesherrschaft Amtitz war eine Adelsherrschaft in der Niederlausitz mit Sitz in Amtitz (heute Gębice, Gmina Gubin, Woiwodschaft Lebus, Polen), die sich im Verlauf des Spätmittelalters und der frühen Neuzeit aus einem Rittergut zur Freien Standesherrschaft entwickelte, und 1646 einen Sitz in der Herrenkurie des Niederlausitzer Landtags erhielt. Im 19. Jahrhundert bürgerte sich der Begriff Standesherrschaft Amtitz oder Freie Standesherrschaft Amtitz ein.

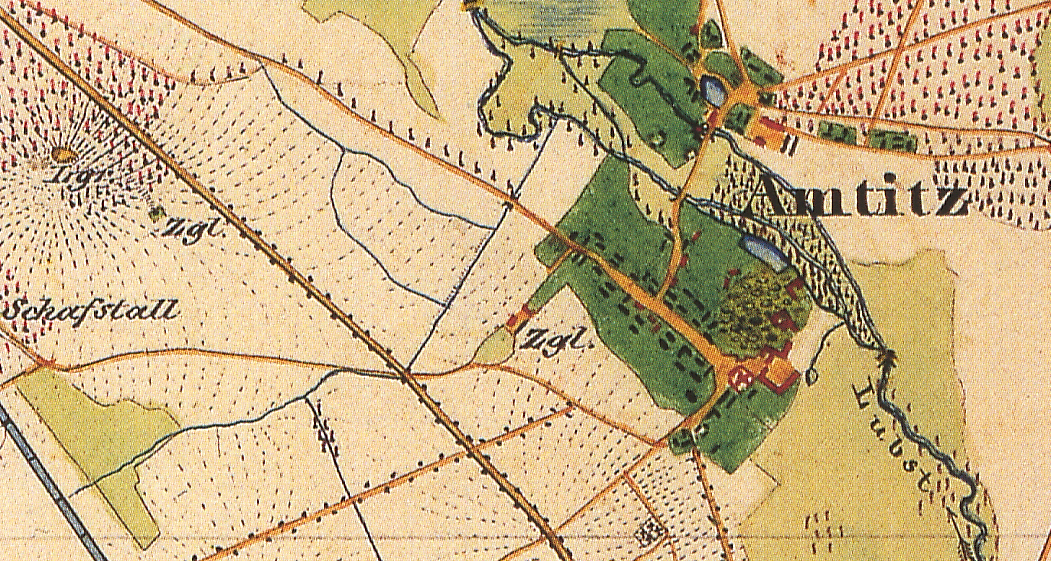
Amtitz/Gębice, Ausschnitt aus dem Urmesstischblatt 4154 Jessnitz von 1845

## Geographie
Amtitz liegt rund 12 Kilometer südöstlich von Guben. Der Ort heißt seit 1945 Gębice und ist ein Ortsteil der Landgemeinde (Gmina) Gubin in der Woiwodschaft Lebus, Polen.

## Geschichte
Im Vergleich zu den anderen niederlausitzischen Herrschaften entwickelte sich Amtitz relativ spät zu einer Herrschaft. Im 14. Jahrhundert war Amtitz lediglich ein Rittersitz. Erst im 17. Jahrhundert auf dem Landtag der Niederlausitz von 1646 wurde es zur Herrenkurie gerechnet und damit als Herrschaft anerkannt. Nach der Landtagsordnung von 1669 gehörten damals insgesamt 14 Herrschaften (Dobrilugk, Friedland und Schenkendorf, Forst und Pförten, Sorau, Spremberg, Leuthen, Sonnewalde, Drehna, Straupitz, Lieberose, Lübbenau und Amtitz) und der Abt von Neuzelle zur Herrenkurie des Landtags der Niederlausitz. Vertreten im Landtag der Niederlausitz waren daneben die Städtekurie (mit den vier Immediatstädten Luckau, Calau, Lübben und Guben) und die Ritterkurie.

### 14. Jahrhundert
Einen ersten urkundlichen Hinweis auf das (spätere) Rittergut bzw. die (spätere) Herrschaft Amtitz gibt die Nennung des Fritz de Omtitz im Jahre 1347, ein Burgmann (castellanus) in Schiedlo. Allerdings ist unsicher, ob de Omtitz hier als Familienname zu werten ist, oder ob der Zusatz als reine Herkunftsangabe zu verstehen ist. Am 10. Oktober 1357 verliehen die Meißener Markgrafen Friedrich III. und Balthasar dem Gubener Bürger Zache und seinen Kindern die Dörfer Amtitz mit Vorwerk und Mühle, Saude, Treppeln, Stargardt, Kohlo, Plesse und andere Güter wie das Rorechin in Pohlo (Pole, Gmina Gubin) zu Lehen. Danach schweigen die Urkunden für fast 80 Jahre.

### 15. und 16. Jahrhundert
Zu einem nicht genau bestimmten Zeitpunkt Anfang des 15. Jahrhunderts wurde Hans von Zeschau vom Niederlausitzer Landvogt Hans von Polenz († 1437) mit Amtitz belehnt. 1459 stellte der brandenburgische Markgraf Friedrich II. als damaliger Pfandherr der Niederlausitz einen Lehnsbrief für Hans von Zeschau (Tzeschow) über die Dörfer Amtitz, Stargardt, Saude und den Wilkenswald aus. In den Jahren 1473/75 wurden von Amtitz aus Raubzüge und Fehden in die weitere Umgebung unternommen, an denen die Söhne des Hans von Zeschau, Baltzahr und Melcher beteiligt waren. Spätestens ab 1490 saß Baltzer (Balthasar) von Zeschau auf Amtitz. Er war von 1502 bis 1520 königlicher Landrichter, und 1505 wurde er von König Sigismund zum Statthalter in der Niederlausitz ernannt. 1506 konnte Baltzer von Zeschau das Dorf Laaso erwerben. In der Lehensbestätigung vom 16. Oktober 1527 nach dem Wechsel in manu dominante (i. e. dem Tod des böhmisch-ungarisch-kroatischen Königs Ludwig II. in der Schlacht bei Mohács 1526) für die Brüder und Vettern Balthasar, Kaspar, Hans und Christoph von Zeschau ist „nur“ von einem Rittersitz die Rede. Dazu gehörten Dorf und Rittersitz sowie eine andere freie Wohnung in Amtitz, die Dörfer Stargardt, Saude, Laaso und Liebesitz sowie der Wilkenswald mit den darin liegenden Teichen und der zugehörigen Heide. Die Erwähnung einer anderen freien Wohnung lässt sicher darauf schließen, dass es in Amtitz schon einen zweiten Rittersitz gab.
Am 18. September 1538 empfingen die Vettern Hans und Wolf von Zeschau das obige Lehen bzw. die zwei Rittersitze. Hans erbte den Anteil seines verstorbenen Vaters Caspar, Wolf den Anteil den seines namentlich nicht genannten Vaters (Balthasar, Hans oder Christoph) und einen weiteren kleinen Anteil an Amtitz von Caspar. Damals gehörte zum Lehen Dorf und Rittersitz Amtitz sowie die Dörfer Stargardt, Saude, Laaso und der Wilczkerwald.
Hans von Zeschau konnte um 1538 vom Benediktinerinnenkloster vor Guben für 700 Gulden die Dörfer Dubrau (Dąbrowa Łużycka, Gmina Przewóz) und Grabig (Grabik, Gmina Żary) für acht Jahre auf Wiederkauf erwerben. Beide Dörfer wurden vom Kloster wieder eingelöst, und später an Hans und Eusebius von Kalckreuth verkauft.
1542 konnte Wolf von Zeschau das Dorf Jaulitz (Jałowice, Brody) sowie einen Anteil der Dörfer Groß Bösitz (Bieżyce, Gmina Gubin) und Jetzschko (existiert quasi nicht mehr, Niworolo bei Kozów, Gmina Gubin), vom Jungfrauenkloster vor Guben als Pfand erwerben. Ein Drittel von Groß Bösitz kaufte er von Peter von Radstock. Die Äbtissin des Jungfrauenklosters in Guben, Katharina von Birckholtz gab ihre Zustimmung zur Verpfändung allerdings nur unter der Bedingung, dass das Kloster jährlich neu festzusetzende Geldbeträge und Sachleistungen erhielt. So musste Wolf von Zeschau jährlich 110 Gulden an das Kloster für seine Pfanddörfer bezahlen, und einen Anteil an 50 Bauernfudern Holz an das Kloster übernehmen. Wolf von Zeschau war Landrichter in der Niederlausitz. Verheiratet war er mit Anna v. Wiedebach (aus dem Hause Beitzsch/Biecz). Wolf von Zeschau starb 1564 und wurde von seinen Söhnen Caspar und Wolf Dietrich beerbt. Ersterer starb nur wenige Jahre nach seinem Vater ohne Erben, sein Anteil ging an Wolf Dietrich. Doch auch dieser starb kurz darauf (1569 als tot bezeichnet) ohne männliche Nachkommen.
Die Wolf’sche Hälfte an Amtitz fiel daraufhin an Hans von Zeschau, der das Rittergut nun wieder in einer Hand vereinen konnte. Er musste allerdings an die Frau des Wolf von Zeschau bzw. die Mutter von Caspar und Wolf Dietrich 5.000 Gulden ausbezahlen, die diese von ihrem Sohn Wolf Dietrich geerbt hatte. Außerdem hatten Caspar und Wolf Dietrich noch eine Schwester Margarethe, die mit Seyfried von Stutterheim verheiratet war und 6.000 Taler erhalten sollte. Da Hans von Zeschau das Geld nicht aufbringen konnte, musste er die ererbten Anteile auf 6 Jahre verpfänden. Und da er die Schulden in dieser Zeit nicht abtragen konnte, musste er um eine Verlängerung der Zahlungsfrist von 10 Jahren bitten, die ihm 1577 gewährt wurde. 1562 erschlug er in einem Streit Jobst von Zabeltitz, Sohn des Christoph von Zabeltitz auf Tranitz angeblich aus Notwehr. Abraham von Stutterheim, der Bruder des Seyfried und Schwager der Margarethe von Zeschau war der Lehnsnachfolger seines verstorbenen Bruder. Bis zur Begleichung der Schulden des Hans an seine Schwägerin Margarethe von Zeschau musste dieser zeitweise bis zu acht Dörfer der kleinen Adelsherrschaft an Abraham von Stutterheim verpfänden. Jedenfalls konnte Abraham von Stutterheim 1577 Groß Bösitz, Jaulitz und Jetzschko seiner Frau als Leibgedinge festsetzen. Hans d. Ä. von Zeschau war in erster Ehe mit Sabine von Waldow verheiratet, in zweiter Ehe mit Ursula von Wiedebach. Er ist wohl um 1577 verstorben, denn ihm folgte sein Sohn Hans d. J. von Zeschau, der seiner Frau Anna von Hohendorf, Tochter des Georg von Hohendorf und der Anna von Barfuß von Falkenhagen, 1577 wegen 1500 Taler eingebrachtem Ehegeld ein Leibgedinge mit Dorf und Gut Laaso bestellte. Hans d. J. muss jung und ohne Leibeserben 1578 verstorben sein, denn seine Mutter (oder Stiefmutter?) vermachte nun das Rittergut Amtitz dem Sohn ihrer verstorbenen Schwester Joachim von Maxen, da dieser sich ihrer angenommen hatte. Da Hans d. J. ohne Leibeserben gestorben war, fiel das Rittergut Amtitz jedoch als erledigtes Lehen an den Landesherrn Kaiser Rudolf II. als König von Böhmen heim. 1578 verlieh dieser die Ambtitzischen Lehngüter gemeinsam je zur Hälfte an den kurbrandenburgischen Rat und Statthalter in Küstrin Zacharias von Grünberg und den kurbrandenburgischen Rat und Hauptmann zu Peitz Melchior von Löben. Damals gehörten zu den Amtitzschen Lehngütern neben dem Rittersitz Amtitz, die Dörfer Laaso, Liebesitz, Sachsdorf, Saude, Stargardt und der Wilkerwald sowie Anteile an den Dörfern Groß Bösitz, Raubarth und Vettersfelde. Der Kaufpreis betrug zusammen 40.000 Taler. Außerdem sollten nach dem Tode der Mutter des Hans d. J. von Zeschau auch alle Güter an den böhmischen König heimfallen, mit dem die Mutter beleibdingt war; es handelte sich um Saude, Göttern, 2½ Hufen in Döbern und wahrscheinlich auch Dobern. Im Wilkerwald hatten aber der Besitzer des Rittergutes Starzeddel und die Bauern Starzeddels umfangreiche Holzrechte. Zacharias von Grünberg hatte 1581 von Heinrich d. J. von Pack auf Sommerfeld die Dörfer Grabig und Dubrau erworben, die er nun zusammen mit seiner Hälfte der Herrschaft Amtitz an Melchior von Loeben verkaufte. Er bekam dazu das Einverständnis seiner mitbelehnten Brüder Hans und Abraham von Grünberg sowie seiner Vettern Joachim, Melchior, Wolf und Benno in Belkow/Bielkowo in Pommern, Hans in Groß Breesen und Melchior zu Tornau. Melchior von Loeben erhielt am 16. April 1578 den Lehnbrief für die erworbene Hälfte der Herrschaft Amtitz. In diesem Lehnbrief erscheinen auch die Dörfer Saude und Göttern (jeweils eine Hälfte). Da Dubrau und Grabig nicht zur Herrschaft Amtitz gehörten erhielt er über diese beiden Dörfer einen separaten Lehnbrief vom 4. Februar 1583. Die Herrschaft Amtitz musste damals drei gerüstete Pferde als Ritterdienst stellen. Melchior von Loeben war mit Barbara von Stosch aus dem Hause Mondschütz (Mojęcice, Gmina Wołów, Niederschlesien) verheiratet. Melchior von Loeben verstarb vor 1585, denn am 12. August 1585 wurde sein Sohn Maximilian mit den vom Vater ererbten Gütern belehnt. Zur Herrschaft gehörte inzwischen auch Sachsdorf (Checiny). 1603 wurde Maximilian von Loeben zum Landrichter des Markgraftum Niederlausitz gewählt, ein Amt, das er bis zu seinem Tod 1612 innehatte. Er war mit Marie von Ponikau aus dem Hause Prietitz verheiratet; die Ehe blieb kinderlos. 1593 verkaufte er das Dorf Liebesitz an Heinrich von Polenz auf Pohlo, der damit am 26. August 1593 belehnt wurde. Mitbelehnt war sein Bruder Alexander von Polenz auf Tzschernowitz und der Sohn seines verstorbenen Bruders Wolf und weitere Vettern von Polenz. 1594 hatte er von Joachim II. von der Schulenburg auf Lieberose 8.000 Taler geliehen und verpfändete ihm alle seine Güter. Joachim von der Schulenburg starb noch im selben Jahr. Das Darlehen muss beglichen worden sein, denn von späteren Ansprüchen der Schulenburgs ist nichts in den Urkunden zu finden.

## Amtitz kommt an die Familie zu Schönaich
Nach dem Tod des Melchior von Loeben (1612) erbten die mitbelehnten Brüder Karl und Friedrich von Loeben auf Merzdorf die Amtitzschen Lehensstücke, die sie dann aber schon 1616 für 65.000 Taler an Hans Georg von Schönaich (1557–1619) Freiherr auf Carolath, Beuthen, Milka und Markersdorf in Schlesien. Den Lehnbrief über die Amtitzschen Lehnsstücke erhielt er am 27. Juni 1616. Im selben Jahr kaufte er von Andreas von Liedlau auch noch die Dörfer Grabko, Horno und Neudörfel (Nowa Wioska) für 13.000 Taler. Er bestimmte Amtitz zu einem Nebenmajorat. Da Georg nur zwei Töchter hatte vererbte sich der Besitz nach dessen Tod 1619 an seinen Neffen Hans (* 30. Januar 1592, † 3. Juli 1639), der auch der Unglückliche genannt wurde. Er unterstützte den Winterkönig Friedrich V. in Prag. Angeblich wurden seine Güter 1620 eingezogen, später wurde er zu einer Strafzahlung von 50.000 Talern an den kaiserlichen Hof verurteilt. Nach Schönfeldt (1887) war 1639 der Johanniterordensritter George Abraham von Grünberg, Landeshauptmann von Cottbus, im Besitz von Amtitz und Skyren. Nach dem Tod des Hans 1639 übernahm dessen Neffe Sebastian (1598–1650) das Erbe. 1646 besaß er auch das Rittergut Raubarth; in diesem Jahr verkaufte er es an die Familie von Dallwitz auf Starzeddel. Sebastian war mit Judith de la Rive, einer burgundischen Adligen verheiratet. Ihm folgte sein Sohn Hans (* 18. April 1623, † 16. November 1675). Ihm gelang die vollständige Rehabilitierung seiner Familie. Er war in erster Ehe mit Elisabeth Christina von Winterfeld, Tochter des Reimar von Winterfeld auf Fischbach, und in zweiter Ehe mit Helena Lucretia Gans Freiin von Putlitz (* 11. Februar 1643, † 6. April 1699), Tochter des Wedigo Reimar Gans Edler Herr von Putlitz und Erbmarschall und Geheimer Rat der Kurmark Brandenburg verheiratet.
Nach Sinapius folgte nun Franz Leopold Graf von Schönaich (* 16. August 1664, † 1. November 1707), Sohn des Hans und seiner zweiten Frau Helena Lucretia Gans Freiin von Putlitz als Herr auf Amtitz. Er heiratete am 23. Juni 1697 Hedwig Henriette Gräfin von Schwerin (* 5. Juli 1675, † 1744), Tochter des Otto von Schwerin und der Ermgard Marie von Quadt. Franz Leopold ist ab 1684 als Majoratsherr auf Amtitz bezeugt. Der Ehe entsprossen die Kinder: Helene Irmengarde Henriette (* 27. Juni 1698, verh. mit NN., † 30. April 1791), Charlotte (* 15. September 1699, verh. mit Albrecht Gottlob Gans zu Putlitz, 2. Ehe mit Hans Casimir von Rhade, † 19. Dezember 1777), Otto Albrecht (* 19. März 1701, † 11. September 1789), der als Erbherr auf Amtitz seinem Vater, nachfolgte, Luise (* 14. Juni 1703), Georg Philipp Gottlob Freiherr von Schönaich (* 25. Juli 1704, verh. mit Maria Schenk zu Castel, † 14. Mai 1790), ein kaiserlicher Oberst und preußischer Generalmajor, Carl Ludwig (* 20. April 1707, verh. mit Dorothea Gottliebe von Luck) und Franzeline Leopoldine Benjamine (* Juli 1708, verh. mit Gottfried Heinrich, Graf von Schmettau).
Um 1720 wurde Otto Albrecht Freiherr von Schönaich (1701–1789) Majoratsherr auf Amtitz. Um 1724 heiratete er Charlotte Hermanne, Tochter des Freiherrn Wambold von Umstädt. Sie hatten die Kinder: Christoph Otto (* 11. Juni 1725), Dichter, der ihm als Standesherrn folgte, Franz Albrecht (* 17. September 1726, † 17. März 1777) und Henriette Philippine (* 14. Januar 1730, † 3. September 1740).
Christoph Otto Reichsfreiherr von Schönaich wurde am 11. Juni 1725 als Sohn des Otto Albrecht und der Charlotte Hermanne in Guben geboren. Er ging 1745 zum Militär, wurde polnischer und kursächsischer Lieutenant in einem Kürassierregiment. In der Schlacht bei Kesselsdorf wurde er gefangen genommen. Bereits 1747 ging er als sächsischer Hauptmann ab. 1759 heiratete er gegen den Willen seiner Eltern Henriette Ottonette Hermanne von Schmettau (* 24. Juni 1736, † 14. Dezember 1815); die Ehe blieb kinderlos. Er erblindete 1777 und starb in der Nacht vom 13./14. September 1807 in Amtitz.
Die Herrschaft Amtitz fiel nun an die gräfliche Linie der Schönaich in Möllendorf, Gaffron und Riegersdorf. 1827 wurden von der Kreis-Ökonomie-Kommission des Kreises Guben die Dienstregulierungen, Ablösungen von Diensten und sonstigen Leistungen, die Separationen und Servitutablösungen in der Standesherrschaft Amtitz bearbeitet. Damals war Karl Friedrich Gottlob Alexander Graf von Schönaich-Carolath (* 18. September 1767, † 6. Dezember 1829) Majoratsherr der Standesherrschaft Amtitz. Zur Herrschaft zählten damals Amtitz, Stargardt, Göttern, Sachsdorf, Saude, Laaso, Dobern, Vettersfelde (Amtitzscher Anteil) und Wald einschließlich des Milkauer Waldes. Sein Vater war Hans Gottlob von Schönaich-Carolath (* 27. Februar 1726, † 5. Dezember 1803) und Sophie Amalie Gräfin von Dohna-Schlodien.
Karl Friedrich Gottlob Alexander war seit dem 12. Mai 1789 mit Henriette Friederike Amalie Gräfin von Dohna-Kotzenau (* 17. November 1767) verheiratet. Ihre Kinder waren: Amalia Friederike Charlotte Henriette (* 24. April 1790), Gottlob Erdmann Albert Alexander (* 28. Oktober 1791), Carl Wilhelm Emilius Fabian (* 24. Januar 1794, † 14. Dezember 1794), Friederike Charlotte Caroline Ida (* 12. Januar 1796, † 1798), Otto Hermann Heinrich Alexander Eunomus (* 1. Mai 1801, † 1832), Adelheid (* 19. Mai 1802) und Stella (* 2. Mai 1808). Karl Friedrich Gottlob Alexander starb am 6. Dezember 1829. Sein Sohn und Nachfolger Otto Hermann Heinrich Alexander Eunomus starb nur drei Jahre später im Mai 1832. Von den weiteren Kindern des Karl Friedrich Gottlob Alexander und der Henriette Friederike Amalie überlebten nur die drei nicht erbberechtigten Töchter Amalia (* 24. April 1790, verh. mit Landrat Skopp), Adelheid (* 19. Mai 1802) und Stella (* 2. Mai 1808). Die Standesherrschaft Amtitz fiel nach dem Tod des Otto Hermann Heinrich Alexander Eunomus 1832 an die fürstliche Linie der Schönaich.
1835 war Ludwig (Ferdinand Karl Erdmann Alexander Deodatus) Prinz zu Schönaich-Carolath (* 26. Juni 1811, † 22. Januar 1862) im Besitz der Herrschaft Amtitz. Er war der Sohn des Karl Wilhelm Philipp Ferdinand Prinz zu Schönaich-Carolath (* 17. Januar 1785, † 23. Januar 1820) und der zweiten der drei Schwestern des Fürsten Hermann Ludwig Heinrich von Pückler-Muskau, Bianca Auguste Caroline Hermine Olympia Gräfin von Pückler-Muskau (* 27. Dezember 1792, wiederverheiratet 15. April 1822 mit Graf Joseph Maria von Taufkirchen-Guttenberg, † 29. Mai 1834). Prinz Karl Wilhelm Philipp Ferdinand war der jüngere Bruder des regierenden Fürsten Heinrich Carl Wilhelm (1783–1864).
Ludwig (Ferdinand Karl Erdmann Alexander Deodatus) Prinz zu Schönaich-Carolath (* 26. Juni 1811, † 22. Januar 1862) heiratete am 4. Oktober 1840 Adelheid Elisabeth Lucie Ida Constanze Dorothea Henriette (* 8. Dezember 1823, † 27. August 1841), Tochter des Fürsten Heinrich von Carolath-Beuthen. Er heiratete in zweiter Ehe am 8. Mai 1843 Wanda, Tochter des Grafen Karl Lazarus Henckel von Donnersmarck aus dem Hause Ober-Beuthen. Das Paar hatte die Kinder Karl Ludwig Erdmann (* 14. Februar 1845), Luise Wanda Julie Agnes (* 4. November 1847), Wanda Adelheid Bianca Clementine Cäcilie (* 15. Februar 1849) und Heinrich Ludwig Erdmann Ferdinand (* 24. April 1852).
Der Besitzer der Standesherrschaft Amtitz war Teilnehmer an der Kollektivstimme des Herrenstandes der Niederlausitz auf Provinziallandtagen und erbliches Mitglied des Preußischen Herrenhauses. Um 1855 hatten die Vorwerke und Güter der Herrschaft Amtitz eine Größe von 3615 ha, davon waren 888 ha Acker, 1951 ha Wald und 187 ha Wiesen. Um 1910 umfasste die Herrschaft immerhin noch 3331 ha.
Nächster Besitzer der Herrschaft Amtitz war der Sohn des Ludwig Ferdinand Karl Erdmann Alexander Deodatus Prinz zu Schoenaich-Carolath, Prinz Heinrich (Ludwig Ferdinand Erdmann Deodatus) Prinz zu Schoenaich-Carolath (* 24. April 1852, † 20. Juni 1920). Im November 1878 wurde er zum Landrat des Gubener Kreises ernannt, nachdem er bereits seit Oktober 1877 den bisherigen Landrat Kurt von Reventlow vertrat. 1890 quittierte er den Dienst. Er erwarb noch die Rittergüter Starzeddel und Raubarth, die schon vorher in einer Hand vereinigt waren und den fehlenden Anteil von Vettersfelde. Er heiratete am 4. Oktober 1888 Margarita Prinzessin von Schönburg-Waldenburg; aus der Ehe gingen keine Kinder hervor. Er ließ damals die Kapelle an die Amtitzer Kirche anbauen, deren Untergeschoss als Gruft dienen sollte. Nach dem Gothaischen Genealogischen Hofkalender vererbte er die Herrschaft Amtitz mit etwa 3400 ha Fläche an seinen Vetter Ferdinand Prinz von Schönaich-Carolath. Nach dem Genealogischen Handbuch des Adels war Prinz Ferdinand (Johann Georg Hermann Heinrich Ludwig Wilhelm Friedrich August) von Schönaich (* 5. April 1913, † 17. Oktober 1973), Sohn des Johann Georg von Schönaich-Carolath-Mellendorf und der Hermine von Schönaich-Carolath (geb. Prinzessin von Reuss-Greiz), der letzte Besitzer der Herrschaft Amtitz. Er wurde 1945 vertrieben und enteignet, lebte in den 1950er Jahren in München und später in Hessen. Er selbst wurde Journalist, war dreimal verheiratet, zweimal mit seiner ersten Frau, der Künstlerin Rose Rauch. Die letzte amtliche Größe der Standesherrschaft Amtitz stammt aus der Zeit vor der großen Wirtschaftskrise 1929/30. Damals beinhaltete das Majorat mit dem Vorwerk Ottohof 1622 ha, Vorwerk Wald 710 ha, Dobern 638 ha und Sachsdorf 405 ha. Das Amtitzer Schloss wurde abgebrannt und später völlig beseitigt. Vormals schon abgetrennt von der Herrschaft Amtitz wurden die Besitzungen Starzeddel, Raubarth und Vettersfelde, die Heinrich von Carolath einst seiner Witwe vererbte. 1934 adoptierte diese den Prinzen Sieghard von Schönaich-Carolath und vererbte ihm die Güter.

## Zugehörige Orte
Um 1800/20 gehörten zur Herrschaft Amtitz folgende Dörfer:
- Amtitz (Gębice), Dorf mit Wassermühle und einer Ziegelei, mit Vorwerk Ottohof (Schäferei)[12] 1879 war in Amtitz auch eine Brennerei und eine Brauerei.[19]
- Dobern (Dobre), Dorf mit einem Vorwerk, einer Windmühle, eine Schäferei.[12] Dobern war landständiges Rittergut und kein Teil der Herrschaft Amtitz, jedoch seit 1613 mit der Herrschaft Amtitz in Personalunion verbunden.
- Döbern (Dobrzyń), Dorf in zwei Anteilen. Anteil 1 mit einem Vorwerk gehörte zum landständigen Rittergut Groß Breesen. Der zweite Anteile gehörte zur Standesherrschaft Amtitz.[12]
- Göttern (Chociejów), Dorf[12]
- Laaso (Łazy), Dorf[12]
- Sachsdorf (Chęciny), Dorf, Vorwerk, Wassermühle[12]
- Saude (Zawada), Dorf, Perlmühle (Wassermühle)[12]
- Stargardt (Stargard Gubiński), Dorf, Vorwerk, Wassermühle[12]
- Vettersfelde (Witaszkowo), Dorf mit zwei Anteilen. Der eine Anteil gehörte zur Standesherrschaft Amtitz, der zweite Anteil gehörte zum landständigen Rittergut Starzeddel.[12]
- Wald (Lasek), Dorf[12]

## Belege